# Ерік Бердон
Ерік Віктор Бердон (англ. Eric Victor Burdon; * 11 травня 1941, Ньюкасл, Велика Британія) — вокаліст, композитор, автор текстів, продюсер.
Обдарований сильним голосом, з характерним для афроамериканських співаків забарвленням, Ерік 1962 року приєднався до гурту Алана Прайса, який пізніше був названий The Animals. Як вокаліст цього гурту, він здобув велику популярність та славу одного з найвидатніших у Великій Британії інтерпретаторів ритм-енд-блюзу. Після розпаду формації Eric Burdon & The New Animals вокаліст проголосив, що присвятив себе кінокар'єрі. Однак не отримавши жодної пропозиції з Голлівуду, повернувся до музики і разом з приятелем Лі Оскаром поповнив склад маловідомого негритянського джаз-рокового гурту Nite Shift, який відтоді став виступати як Eric Burdon & War. Їх вдалий сингл «Spill The Wine» передував виданню альбому «Eric Burdon Declares War», який був дуже гарно сприйнятий як публікою, так і критиками. На цьому альбомі, як і на наступному «Black Man's Burdon», можна знайти незвичні сміливі аранжування, поєднані звучанням флейти з гармонікою Лі Оскара. Однак остаточна мішанка з джазу, року, фанку, соул та блюзу підкреслювала пронегритянські погляди Бердона. Попри те, що його наміри були дуже шляхетні, багато хто сприйняв позицію артиста як прояв вивернутого расизму.
1970 року прізвище Бердона практично не сходило зі шпальт газет, які порадували Еріка, назвавши його незвично впливовим представником покоління хіппі. Після смерті Джимі Хендрікса Бердон навіть стверджував, що є власником прощального листа гітариста, однак показати його не погодився.
Після виходу з War кар'єра Бердона пішла на спад, тоді як його колеги з гурту здобули великий успіх. 1971 року Бердон у співпраці з Джиммом Уїтерспуном записав альбом «Guilty», a на лонгплеях «Sun Secrets» та «Stop» спробував свої сили у дещо гострішій музиці. Однак запропонований на двох останніх альбомах досить монотонний, хендріксовський гітарний стиль, не пасував до опрацьованих по-новому старих хітів The Animals, тому ці роботи так і не здобули успіху на музичному ринку.
1980 року Бердон у Німеччині утворив гурт Fire Dept, яка реалізувала єдиний альбом «Last Drive». Також Бердону вдалось здійснити стару мрію і знятись 1982 року у ролі рок-зірки в фільмі «Comeback». Взагалі, у вісімдесятих Бердон чимало концертував, однак записувався небагато, щоразу змагаючись з алкогольно-наркотичними проблемами. Два альбоми, записані з колегами з The Animals (1977 та 1983) не знайшли підтримки серед слухачів і Бердону на втіху залишилася стабільна популярність у Німеччині.
На жаль, не міг він цим похвалитись у Великій Британії та США. 1986 року з'явилась його автобіографія «І Used To Be An Animal, But I'm All Right Now». В останні роки платівки з його записами з'являються незвично регулярно. Одного разу це можуть бути не опубліковані раніше старі раритети, а іншого — спільний студійний чи концертний запис, наприклад, «Access All Areas Live» з Brian Anger Band.

## Дискографія
- 1967: Eric Is Here
- 1971: Guilty
- 1974: Sun Secrets
- 1975: Stop
- 1978: Survivor
- 1980: Darkness Darkness
- 1980: Last Drive
- 1982: Comeback
- 1983: Power Company
- 1988: I Used To Be An Animal
- 1993: Eric Burdon — Brian Anger Band: Access All Areas Live
- 1994: Eric Burdon Sings The Animals' Greatest Hits
- 1995: Lost Within The Halls Of Fame
- 2004: My Secret Life
- 2005: Athens Traffic Live
- 2006: Soul of a Man
- 2008: Mirage